# Pietro Segantini

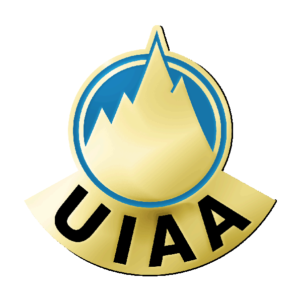
Medaille UIAA Ehrenmitglied

Pietro Segantini (* 9. August 1940 in Pallanzo, Piemont; † 11. Mai 1995 Sils, Oberengadin) war ein Schweizer Chirurg, Alpinist und Präsident Union Internationale des Associations d’Alpinisme (UIAA) von 1990 bis 1995.

## Leben und Tätigkeiten
Segantini wuchs zusammen mit seinen Schwestern Gioconda und Romana in Maloja als Sohn des Malers Gottardo Segantini und der Charlotte geborene Poertner auf. Sein Grossvater war Giovanni Segantini.
Nach seinem Medizinstudium spezialisierte er sich zum Chirurgen und Sportmediziner. Er wurde Oberarzt auf der Chirurgie des Universitätsspitals Zürich und Verbandsarzt des Schweizer Eishockeyverbandes. Im Ärzteteam des Universitätsspitals Zürich fand sich anfangs der 1980er Jahre unter Segantini und Oswald Oelz, der zwischen 1978 und 1991 Oberarzt und stellvertretender Klinikdirektor war, eine Gruppe bergbegeisterter Mediziner zusammen.
Segantini erhielt vom SAC den Auftrag, für die UIAA die Gebirgsmedizin zu institutionalisieren. Daraus entstand 1980 die medizinische Kommission aller Alpinistenverbände, die UIAA MedCom. In diesem Rahmen organisierte Segantini 1981 den ersten internationalen Kongress in Lugano.
1984 delegierte Segantini seinen Mitarbeiter Bruno Durrer an den Kongress über «High Altitude Deterioration» (Rivolier, Cerrettelli, Foray, Segantini) nach Chamonix. Dort traf Durrer auf André Zen Ruffinen, ein aktives Mitglied der damals schon als lockerer Verband bergbegeisterter Aerzte bestehenden GRIMM (Groupe Romand d‘Interventions Médicales en Montagne). Sie diskutierten die Idee eines Zusammenschlusses der Gebirgsmediziner. Unter ihnen entstand zusammen mit Hans Jacomet auch die Idee gebirgsmedizinischen Kurse für Ärzte anzubieten. Der erste Gebirgsmedizinkurs wurde 1990 unter dem Patronat des SAC durchgeführt.
Im Dezember 1994 wurde bei Segantini im Bezirksspital Uster die Schweizerische Gesellschaft für Gebirgsmedizin (SGGM) gegründet, als nationales Forum für Bergärzte und interessierte Laien. Verschiedene Arbeitsgruppen befassen sich mit gebirgsmedizinischen Themen wie Höhe, Kälte, Bergrettungsmedizin, Expeditions- und Trekkingsmedizin, Bergsteigen mit Kindern und den entsprechenden Ausbildungsinhalten. Der erste SGGM-Kurs fand im Hotel Tiefenbach mit den Referenten Peter Bärtsch und Oswald Oelz statt.
Segantini war Präsident der Internationalen Gesellschaft für Ski-Traumatologie und Wintersportmedizin SITEMSH. Von 1990 bis 1995 war er UIAA-Präsident. 1995 wurde er zum Ehrenmitglied ernannt.
Einen Tag nach der überraschenden Entlassung der beiden Chefärzte Chirurgie durch das Bezirksspital wurde Pietro Segantini im Oberengadin tot aufgefunden.

## Andenken
- In Maloja wird regelmässig das Eishockeyturnier «Coppa Pietro Segantini» zum Gedenken an Pietro Segantini durchgeführt.[7]

## Schriften
- mit Nicola Biasca: Prognostische Bedeutung der isokinetischen Untersuchungen für die Beurteilung der Arbeits- und Sportfähigkeit des Patello-Femoral-Syndroms. Schweizerische Gesellschaft für Unfallmedizin und Berufskrankheiten, Bern 1989.
- mit Nicola Biasca: Eishockeyspezifische Schultertraumatologie. Schweizerische Gesellschaft für Sportmedizin SGSM; Luzern 1989.
- mit Nicola Biasca: Möglichkeiten und Notwendigkeiten der sportspäzifischen Unfallprophylaxe im Eishockey. Internationale Gesellschaft für Skitraumatologie und Wintersportmedizin SITEMSH, Garmisch 1990.
- mit Hans-Juergen Richter, Roger Berbig: Bilateral Radial Nerve Compression Syndrome in an Elite Swimmer: A Case Report.  The American Journal of Sports Medicine vom 1. Juli 2002.[8]